# Wojciech Dylewski
Wojciech Dylewski (ur. 29 marca 1964) – polski funkcjonariusz służb specjalnych, menedżer i urzędnik państwowy. W latach 1998–1999 podsekretarz stanu w Ministerstwie Spraw Wewnętrznych i Administracji, były zastępca komendanta głównego Straży Granicznej.

## Życiorys
Syn Henryka, pochodzi z Białegostoku. Od 1990 był funkcjonariuszem Urzędu Ochrony Państwa w stopniu oficera, zajmował fotel wiceszefa Biura Kadr i Szkoleń oraz Zarządu Śledczego. Odszedł ze służby po tzw. aferze Olina, następnie pracował w Instytucie Lecha Wałęsy.
Od 5 listopada 1998 do 5 stycznia 1999 sprawował funkcję podsekretarza stanu w Ministerstwie Spraw Wewnętrznych i Administracji, odpowiedzialnego za wdrożenie reformy administracyjnej na terenie województwa dolnośląskiego. Został następnie podpułkownikiem Straży Granicznej, objął fotel zastępcy Komendanta Głównego tej służby. Później związał się z sektorem prywatnym: pracował m.in. w TP Internet (spółce-córce TP S.A.), gdzie odpowiadał za bezpieczeństwo, w zarządzie Polkomtela, odpowiadając za informatykę i bezpieczeństwo oraz w przedsiębiorstwie zajmującym się bezpieczeństwem teleinformatycznym. Według informacji medialnych w 2007 miał przeprowadzać nieformalny audyt służb specjalnych po przejęciu władzy przez Platformę Obywatelską. W latach 2016–2022 był dyrektorem Departamentu Informatyki i Telekomunikacji w Narodowym Banku Polskim.

## Odznaczenia
Otrzymał Srebrny (1994) i Złoty (1999) Krzyż Zasługi.